# Clemens Bosman
Clemens Maria Anthonius Bosman (Utrecht, 13 juni 1946) is een Nederlands bestuurder en voormalig wethouder en CDA-politicus.

## Leven en werk
Bosman werd in 1946 in Utrecht geboren. Na de openbare middelbare school te Utrecht volgde hij een managementopleiding. Bosman begon zijn carrière als bedrijfsconsulent bij het Nederlands Christelijk Ondernemersverbond. Daarna was hij gemeenteraadslid van Gorinchem. Van 1984 tot 1989 was hij werkzaam als secretaris van het Nederlands Christelijk Ondernemersverbond. Van 24 september 1985 tot 3 juni 1986 werkte hij als Tweede Kamerlid. In de Tweede Kamer hield hij zich hoofdzakelijk bezig met het midden- en kleinbedrijf en was in 1986 woordvoerder. Vervolgens was hij wethouder van financiën, grondbeleid, openbare werken en minderhedenbeleid van Gorinchem. Van 1989 tot 1993 was hij vicevoorzitter het Nederlands Christelijk Ondernemersverbond. Thans vervult Bosman verschillende adviseurs- en bestuursfuncties.

## Stichting Dienstverlening Serviceflats (SDS)
Bosman is oprichter van de Stichting Dienstverlening Serviceflats. De journalistieke producties die Follow the Money in januari 2014 aan zowel dagblad Trouw als het televisieprogramma Altijd Wat (het huidige Monitor, KRO-NCRV) leverde, zorgden voor beroering. Daarin werd verteld hoe SDS zich opwerpt als een onafhankelijke, professionele dienstverlener voor de veelal hoogbejaarde bewoners van seviceflatsm maar er bleken veel misstanden te zijn bij serviceflats waar SDS actief was. Vastgoedinvesteerder Andries de Boer voelde zich ernstig tekort gedaan en spande een rechtszaak tegen Trouw aan en won in eerste termijn. Het hoger beroep won Trouw: 'Belangenverstrengeling vindt steun in de beschikbare feiten.'
- Parlement.com: vg09llo0avwt